# Negrea, Galați
Negrea este un sat în comuna Schela din județul Galați, Moldova, România.
Apartine administrativ de comuna Schela.
 Acest articol despre o localitate din județul Galați este deocamdată un ciot. Puteți ajuta Wikipedia prin completarea lui.